# Oppidum du Châtelard (Courzieu)
Pour les articles homonymes, voir Oppidum du Châtelard.
L'oppidum du Châtelard ou oppidum du Castellar est un oppidum situé sur la commune de Courzieu dans le département du Rhône, en France. Utilisé de l'époque de la Tène à l'époque gallo-romaine, il est classé monument historique depuis 1989.

## Situation
L'oppidum est situé sur l'un des sommets des Jumeaux à l'altitude de 882 mètres au sud-est de la commune de Courzieu.

## Historique
Le site dont la destination est sujette à débat est occupé de l'époque de la Tène III puis au Bronze moyen et final ainsi qu'à l'époque gallo-romaine.

## Description
L'oppidum est situé sur une butte de faible pente, actuellement recouverte par la forêt. Il se constitue d'un groupe d'habitations au sommet protégées par une enceinte de pierres mesurant 45 par 51 mètres.

## Historique des fouilles
Le site a été fouillé au début du XXe siècle par Dugas puis de 1963 à 1964 par L. Jeancolas, en 1967 par J. Reymond et de nouveau par L. Jeancolas de 1973 à 1975.

## Découvertes
La plupart des objets découverts sont des céramiques de toutes les périodes d'occupation, notamment de la céramique sigillée, caractéristique de la période couvrant les Ier et IIe siècles en Gaule.

## Toponymie
Châtelard est une corruption du franco-provençal Castellar avec confusion de suffixe. Ce site est  connu localement sous le nom d'oppidum gaulois.